# 장일환
장일환(張日煥, 1886년 2월 1일 ~ 1918년 4월 9일)은 일제강점기 독립운동가이다. 조선국민회를 조직했다.

## 생애
평양에서 태어났고, 숭실학교를 졸업했다. 1913년 안창호 등의 후원으로 평양에서 청산학교를 설립했다. 1914년 평양에서 숭실학교와 신학교 재학생, 졸업생을 중심으로 한 조선독립청년단을 조직하고, 기관지 《청년단지》를 발행했다. 1914년 9월 하와이에 건너가 박용만의 지도를 받았다. 1915년 4월 귀국하여 1917년 3월 23일 평양에서 강석봉, 서광조, 배민수, 백세빈, 이보식 등 동지 25명을 모아 조선국민회를 조직하고 회장에 선출됐다. 회보 《국민보(國民報)》를 배포했다. 중국군관학교에 보낼 학생을 선발하는 등의 계획을 추진하다가 1918년 2월 조직이 발각되어 체포됐다. 1918년 4월 9일 고문으로 순국했다. 비밀결사단체로서 무장항일기독교단체였던 조선국민회 조직의 회장이던 장일환은 일본의 앞잡이가 된 조선인 형사 김태석에 의해 미행당하고 있었는데, 그들이 중국식당에서 국내외지하운동을 상의하다가 현장 미행중이던 두 형사인 나까무라와 김태석에 의해 현장에서 체포되었다.

## 고문으로 순국하는 과정
1주일 이상이나 장일환 등 회원들을 고문하였는데, 만주에서 온 백세빈이 고문에 굴복하여 조직에 대해 실토하게 되었다. 이리하여 회의에 참석하지 않았던 회원을 비롯해서 회원들의 지인들까지 모두 체포되었으나 입건은 30명 정도가 되었다. 회장 장일환을 비롯해셔 배민수, 김형직, 강석봉 등은 평양감옥에서 옥고를 치렀다. 독실한 기독교 신자로서 독립을 염원하였던 장일환은 배민수에게 유언을 남기고 고문으로 사망하였다. 배민수는 회장 장일환의 순국과정에 대해 기술하였다. 

 "일주일 후에, 그들은 우리의 방을 바꾸어 나를 장일환이 있는 방에. 넣었다. 조직의 회장이었던 일환은 누구보다도 고문을 심하게 받았다. 하루는 형사실에 끌려 가 돌아올 기미가 안 보이더니 반죽음이 되어서 돌아왔다. 나는 그를 안고 보살펴주었다. 그는 울며 나에게 말했다.
“민수야, 이런 말해서 미안하지만, 나는 더 이상 살 수 있을 것 같지 않아. 나는 곧 죽게 될 거야. 주님과 평화로운 천국에 같이 있을 수 있다면 그게 더 나을 거야, 하지만 어떻게 너를 혼자 고생하도록 두고 가지? 너무나도 안타깝구나. 내가 없어도 잘 할 줄 믿어. 주님의 곁에서 항상 널 위해 기도해 줄게. 우리의 독립을 쟁취하는 그날까지 용기를 잃지 마, 민수야. 언제 죽느냐가 문제지 언젠가 우리는 다 같은 곳에서 만날 거야. 값지게 죽는 것이 뜻 없이 사는 것보다 가치가 있을 거야. 그러니까, 값진 네 인생을 소중히 해라. 가치 없는 것에 목숨을 걸지 말아라. 네가 목숨을 잃지 않고도 자유를 찾을 수 있도록 주님께 기도하마. 어머니께 네 아버지의 뜻을 이루는 모습을 보여드려라. 민수야 어떻게 널 떠나지, 어떻게 널 떠나지?”그는 어린아이처럼 울고 있었고 나는 감정에 치우치지 말라고 했다.
 “지금은 울 때가 아니라 싸울 때이다. 네가 죽더라도 내가 모든 걸 책임지마. 하지만 나는 네가 죽지 않을 거라고 믿는다. 너와 나는 같이 일하다가 같이 죽어야 해. 주님은 우리가 무엇을 해야 하는지 알고 계시쟎아. 일환아, 누워서 좀 쉬도록 해. 넌 너무 지쳐 있어.” 

나는 그에게 마치 어린 동생에게 말하듯 부드럽게 타일렀다. 내 무릎에 그를 누이자 그는 곧 잠이 들었으나 잠시 후 눈을 뜨더니 정신이 나갔는지 말도 안되는 헛소리들을 지껄였다. 
 “어머니, 어머니! 저기 김경수가 있어요! 날 죽이려 해요! 어며니! 보셔요! 그가 다시와요! 어머니 울지 마셔요! 왜 우시나요? 제발 울지 마세요. 전 괜찮아요. 그가 다시 와요! 날 다시 치려고 해요! 어머니, 어머니 ! 울지 마세요, 제발 울지 마세요!”
 그는 똑같은 말을 밤낮으로 계속 되풀이했다. 아무리 그를 진정시키고 제정신으로 돌아오게 하려고 애써도 소용이 없었다. 나는 그가 일부러 그러는 게 아닌가 싶었지만 그는 정말 제정신이 아니었다. 그는 나흘 밤낮을 그렇게 고생하더니 점점 더 상태가 악화되었다. 그러나 나는 그가 얼마 지나면 정신을 차릴 것으로 믿고 있었다. 며칠 후에 그는 집으로 보내졌고, 우리는 평양에 있는 도청 소재의 감옥으로 옮겨졌다. 두 달쯤 후에 우리는 사랑하는 친구 일환이 죽었다는 소식을 듣게 되었다." 

장일환이 순국한 후, 동료 회원들이 검찰에 의해 보안법 위반 등의 이유를 들어 배민수에게 1년, 김형직과 구형필, 서광조, 평석은 10개월, 노덕순, 김평두, 조옥초, 최달형, 강석봉에게는 8개월, 최지화, 이보식, 김인준, 이경균 등은 6개월의 형을 구형받고 재판에서도 그대로 선고되었다. 회원들은 항소하지 않고 그대로 모두 형을 살았는데, 배민수는 1919년 이전이라 비교적 형이 적었다고 회고하였다.
 1990년 대한민국 정부로부터 건국훈장 독립장을 추서받았다.

## 참고 자료
- 동아일보사, 『3·1운동 50주년 기념논문집』, 1969
- 姜德相 編, 『現代史資料』25卷, 東京: みすず書房, 1967, 35~37쪽.
- 강영심, 「조선국민회연구」『한국독립운동사연구』3, 1989
- 연세대출판부 편, 『배민수자서전』, 1999
- “대한민국 국가보훈처 독립유공자 공훈록“ 보관됨 2018-03-10 - 웨이백 머신